# 马尔科姆·格林·蔡斯
马尔科姆·格林·蔡斯（英語：Malcolm Greene Chace，1875年3月12日—1955年7月16日），美国男子网球运动员。他曾联同罗伯特·雷恩获得1895年美国网球公开赛男子双打冠军。